# Arquidiócesis de Porto Alegre
La arquidiócesis de Porto Alegre (en latín: Archidioecesis Portalegren(sis) in Brasilia y en portugués: Arquidiocese de Porto Alegre) es una circunscripción eclesiástica latina de la Iglesia católica en Brasil, sede metropolitana de la provincia eclesiástica de Porto Alegre. La arquidiócesis tiene al arzobispo Jaime Spengler, O.F.M. como su ordinario desde el 18 de septiembre de 2013. 

## Territorio y organización

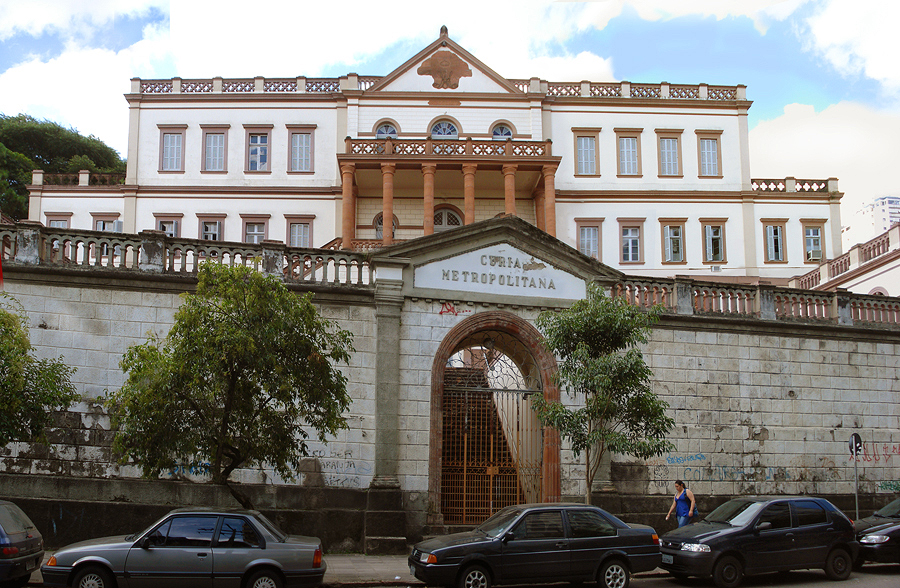
Curia metropolitana de Porto Alegre

La arquidiócesis tiene 13 751 km² y extiende su jurisdicción sobre los fieles católicos de rito latino residentes en 29 municipios del estado de Río Grande del Sur: Porto Alegre, Alvorada, Arambaré, Arroio dos Ratos, Barão do Triunfo, Barra do Ribeiro, Butiá, Cachoeirinha, Camaquã, Canoas, Cerro Grande do Sul, Charqueadas, Chuvisca, Cristal, Eldorado do Sul, Esteio, General Câmara, Glorinha, Gravataí, Guaíba, Mariana Pimentel, Minas do Leão, Nova Santa Rita, São Jerônimo, Sentinela do Sul, Sapucaia do Sul, Sertão Santana, Tapes y Viamão.
La sede de la arquidiócesis se encuentra en la ciudad de Porto Alegre, en donde se halla la Catedral de Nuestra Señora la Madre de Dios y el palacio de la Curia Metropolitana.
En 2019 en la arquidiócesis existían 160 parroquias agrupadas en 4 vicariatos: Porto Alegre, Canoas, Gravataí y Guaíba.
La arquidiócesis tiene como sufragáneas a las diócesis de: Caxias do Sul, Montenegro, Novo Hamburgo y Osório.
La arquidiócesis de Porto Alegre pertenece a la III del Consejo Episcopal Regional del Sur de la Conferencia Nacional de Obispos de Brasil.

## Historia

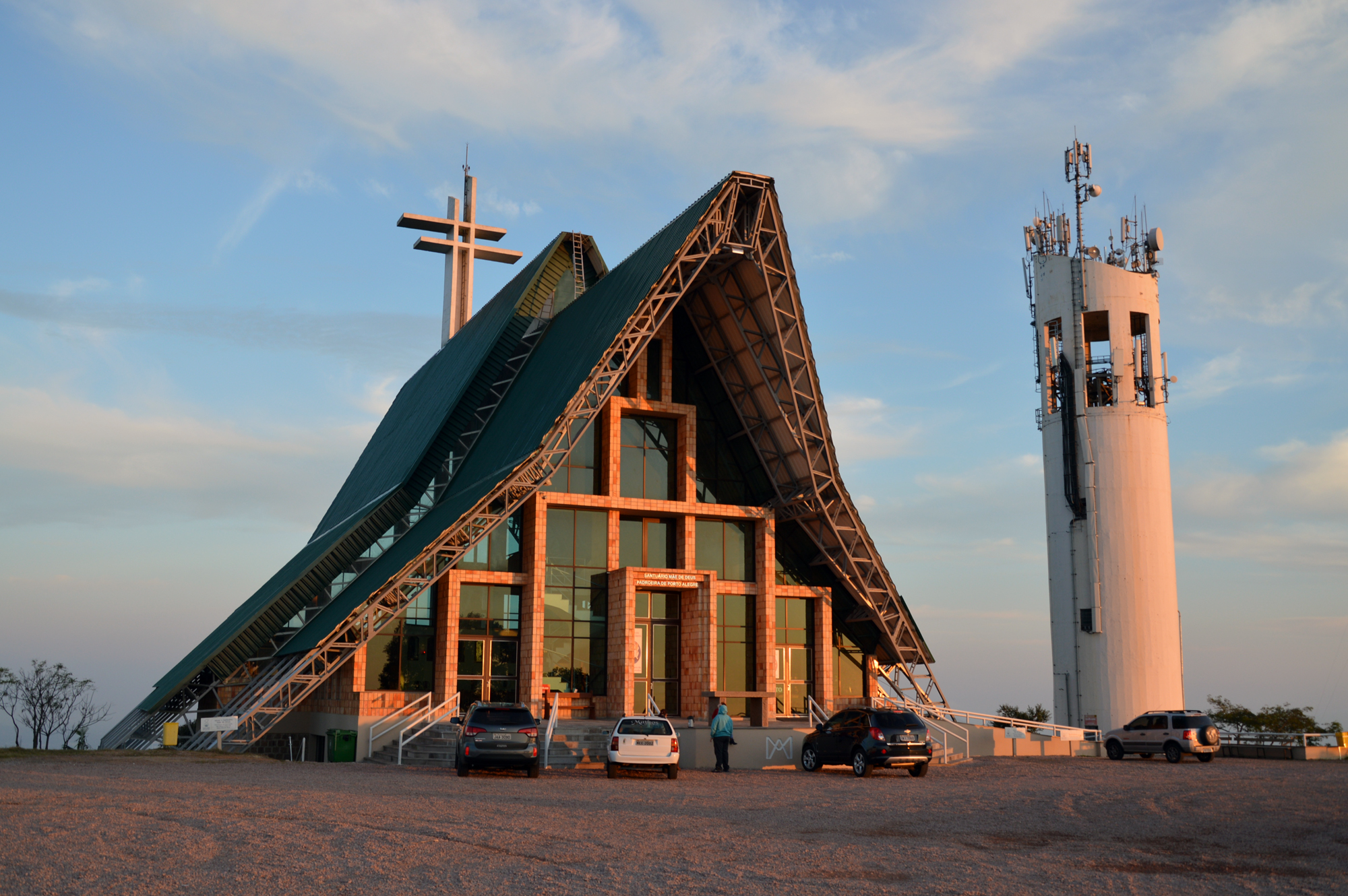
Santuário Arquidiocesano Nossa Senhora Madre de Deus

La diócesis de São Pedro do Rio Grande do Sul (en latín: Dioecesis Sancti Petri Fluminis Grandis Australis) fue erigida el 7 de mayo de 1848 con la bula Ad oves Dominicas rite pascendas del papa Pío IX, obteniendo el territorio de la diócesis de Río de Janeiro (hoy arquidiócesis de San Sebastián de Río de Janeiro).
Originalmente sufragánea de la arquidiócesis de San Salvador de Bahía, el 27 de abril de 1892 pasó a formar parte de la provincia eclesiástica de la arquidiócesis de Río de Janeiro.
La diócesis incluía todo el estado de Río Grande del Sur. El 15 de agosto de 1910, en virtud de la bula Praedecessorum Nostrorum del papa Pío X, se erigieron tres nuevas diócesis (Santa María, Pelotas —hoy las dos son arquidiócesis— y Uruguayana), con territorio desmembrado del de la diócesis de São Pedro do Rio Grande, que a la vez fue elevada al rango de arquidiócesis metropolitana con su nombre actual.
El 13 de febrero de 1937 adquirió de la diócesis de Santa María los municipios de Candelária y Rio Pardo mediante el decreto Ioannes Becker de la Congregación Consistorial.
A lo largo de su historia ha cedido otras porciones de territorio para la erección de nuevas circunscripciones eclesiásticas:
- el 8 de septiembre de 1934 para la erección de la diócesis de Caxias (hoy diócesis de Caxias do Sul) mediante la bula Quae spirituali christifidelium del papa Pío XI;[8]
- el 8 de septiembre de 1934 para la erección de la prelatura territorial de Vacaria (hoy diócesis de Vacaria) mediante la bula Dominici Gregis del papa Pío XI;[9]
- el 20 de junio de 1959 para la erección de la diócesis de Santa Cruz do Sul mediante la bula Quandoquidem Servatoris del papa Juan XXIII;[10]
- el 2 de febrero de 1980 para la erección de la diócesis de Novo Hamburgo mediante la bula Cum sacer Praesul Ecclesiae del papa Juan Pablo II;[11]
- el 10 de noviembre de 1999 para la erección de la diócesis de Osório mediante la bula Apostolicum supremi del papa Juan Pablo II;[12]
- el 2 de julio de 2008 para la erección de la diócesis de Montenegro mediante la bula Pastorali Nostra del papa Benedicto XVI.[13]

El 27 de abril de 1959, en virtud del decreto Maiori animarum de la Congregación Consistorial, cedió el municipio de Muçum y el distrito de Santa Lucia do Piai del municipio de Caxias do Sul a la diócesis de Caxias; y los municipios de Casca y Guaporé con el distrito de Maria del municipio de Marau a la diócesis de Passo Fundo. Asimismo, el 23 de noviembre de 1970 cedió nuevamente partes del territorio municipal de São Francisco de Paula a la diócesis de Caxias.
La arquidiócesis recibió la visita del papa Juan Pablo II en julio de 1980 durante su viaje apostólico a Brasil.

## Estadísticas
De acuerdo al Anuario Pontificio 2020 la arquidiócesis tenía a fines de 2019 un total de 2 148 100 fieles bautizados.
| Año                                                                             | Población            | Población | Población      | Sacerdotes | Sacerdotes    | Sacerdotes    | Bautizados por sacerdote | Diáconos permanentes | Religiosos | Religiosos | Parroquias |
| Año                                                                             | Bautizados católicos | Total     | % de católicos | Total      | Clero secular | Clero regular | Bautizados por sacerdote | Diáconos permanentes | Varones    | Mujeres    | Parroquias |
| ------------------------------------------------------------------------------- | -------------------- | --------- | -------------- | ---------- | ------------- | ------------- | ------------------------ | -------------------- | ---------- | ---------- | ---------- |
| 1950                                                                            | 950 000              | 1 210 000 | 78.5           | 411        | 179           | 232           | 2311                     |                      | 869        | 1499       | 137        |
| 1965                                                                            | 1 260 000            | 1 562 490 | 80.6           | 484        | 233           | 251           | 2603                     |                      | 874        | 2539       | 157        |
| 1970                                                                            | 1 850 000            | 2 309 730 | 80.1           | 524        | 238           | 286           | 3530                     | 6                    | 721        | 2548       | 174        |
| 1976                                                                            | 1 980 000            | 2 381 230 | 83.2           | 482        | 216           | 266           | 4107                     | 11                   | 796        | 2700       | 182        |
| 1980                                                                            | 2 202 000            | 2 648 000 | 83.2           | 505        | 224           | 281           | 4360                     | 19                   | 735        | 2303       | 186        |
| 1990                                                                            | 2 423 000            | 3 034.473 | 79.8           | 366        | 196           | 170           | 6620                     | 30                   | 589        | 1870       | 167        |
| 1999                                                                            | 2 608 707            | 3 265 577 | 79.9           | 487        | 224           | 263           | 5356                     | 21                   | 534        | 1650       | 160        |
| 2000                                                                            | 2 608 707            | 3 265 577 | 79.9           | 482        | 219           | 263           | 5412                     | 24                   | 687        | 1650       | 160        |
| 2001                                                                            | 2 972 749            | 3 304 054 | 90.0           | 527        | 247           | 280           | 5640                     | 21                   | 720        | 1828       | 167        |
| 2002                                                                            | 2 990 500            | 3 304 054 | 90.5           | 448        | 236           | 212           | 6675                     | 16                   | 662        | 1900       | 176        |
| 2003                                                                            | 2 475 398            | 3 306 657 | 74.9           | 428        | 234           | 194           | 5783                     | 22                   | 570        | 1317       | 179        |
| 2004                                                                            | 2 475 398            | 3 306 657 | 74.9           | 400        | 226           | 174           | 6188                     | 33                   | 514        | 1521       | 177        |
| 2013                                                                            | 2 527 000            | 3 395 000 | 74.4           | 362        | 207           | 155           | 6980                     | 58                   | 369        | 1118       | 156        |
| 2016                                                                            | 2 590 000            | 3 480 000 | 74.4           | 371        | 215           | 156           | 6981                     | 59                   | 341        | 1109       | 156        |
| 2019                                                                            | 2 148 100            | 3 378 000 | 63.6           | 341        | 206           | 135           | 6299                     | 58                   | 313        | 1032       | 160        |
| Fuente: Catholic-Hierarchy, que a su vez toma los datos del Anuario Pontificio. |                      |           |                |            |               |               |                          |                      |            |            |            |

## Episcopologio
- Sede vacante (1848-1852)

- Feliciano José Rodrigues de Araujo Prates (de Castilhos) † (27 de septiembre de 1852-27 de mayo de 1858 falleció)
  - Sede vacante (1858-1860)
- Sebastião Dias Laranjeira † (28 de septiembre de 1860-13 de agosto de 1888 falleció)
- Cláudio José Gonçalves Ponce de Leão, C.M. † (26 de junio de 1890-9 de enero de 1912 renunció)
- João Batista Becker † (1 de agosto de 1912-15 de junio de 1946 falleció)
- Alfredo Vicente Scherer † (30 de diciembre de 1946-29 de agosto de 1981 retirado)
- João Cláudio Colling † (29 de agosto de 1981-17 de julio de 1991 retirado)
- Altamiro Rossato, C.SS.R. † (17 de julio de 1991 por sucesión-7 de febrero de 2001 retirado)
- Dadeus Grings (7 de febrero de 2001 por sucesión-18 de septiembre de 2013 retirado)
- Jaime Spengler, O.F.M., desde el 18 de septiembre de 2013